# Philipp Christoph Zeller
Pour les articles homonymes, voir Zeller.
Philipp Christoph Zeller est un entomologiste wurtembergeois, né le 9 avril 1808 à Steinheim an der Murr dans le royaume de Wurtemberg et mort le 27 mars 1883 à Stettin.

## Biographie
Sa famille s’installe après sa naissance à Francfort-sur-l'Oder où il fait ses études au Gymnasium de la ville mais l’histoire naturelle n’y est pas enseignée. Il découvre l’entomologie seul, aidé par Alois Metzner, principalement en recopiant des ouvrages sur les insectes.
Après des études à l’université de Berlin, il enseigne dans une école primaire de Glogau en 1835 puis au Gymnasium de Francfort. Ses premières études entomologiques sur les coléoptères et les diptères lui valent l’admiration de Johann Wilhelm Meigen (1764-1845). En 1852, le roi de Prusse lui attribue le titre de professeur. Peu de temps après, il se rend en Grande-Bretagne accompagné par son ami Carl August Dohrn (1806-1892). Il visite ses correspondants comme Henry Tibbats Stainton (1822-1892), John William Douglas (1814-1905) et Henry Doubleday (1809-1875) et rencontre de nombreux autres entomologistes dont John Obadiah Westwood (1805-1893).
Il contribue à clarifier la classification des papillons, notamment grâce à son ouvrage en 13 volumes intitulé The Natural History of the Tineinae (1855-1873) avec les britanniques H.T. Stainton et J.W. Douglas (1814-1905) et le suisse Heinrich Frey (1822-1890). L’ouvrage paraît en anglais, en français, en allemand et en latin. Il fait aussi paraître North American Micro-Lepidoptera (1872, 1873 et 1875), Lepidoptera der Westküste Amerikas (1874). Zeller fait paraître de nombreuses notes dans Isis, Linnæa Entomologica et Stettiner Entomologische Zeintung.
Sa collection, acquise par Lord Thomas de Grey Walsingham (1843-1919), est déposé au musée d'histoire naturelle de Londres.

## Liste partielle des publications
- Versuch einer naturgemässen Eintheilung der Schaben, Tinea (Oken's Isis, 1839).
- Kritische Bestimmung der in Reaumur's Memoiren vorkommenden Lepidopteren (Isis, 1838)
- Kritische Bestimmung der in de Geer's Memoiren enthaltenen Schmetterlinge (Isis, 1839)
- Monographie des Genus Hyponomeuta (Isis, 1844)
- Anmerkungen zu Lienig (de)'s Lepidopterologischer Fauna von Livland und Curland (Isis,1846)
- Die Arten der Blattminiergattung Lithocolletis beschrieben (Linnaea, 1846)
- Bemerkungen über die auf einer Reise nach Italien und Sicilien gesammelten Schmetterlingsarten" (Isis, 1847)
- Exotische Phyciden (Isis, 1848)
- Beitrag zur Kenntnis der Coleophoren" (Isis, 1849)
- Revision der Pterophoriden (Isis, 1852)
- Lepidoptera microptera quae J. A. Wahlberg in caffrorum terra legit (Stockholm, 1852)
- Die Arten der Gattung Butalis beschrieben (Linnaea, 1855)
- Avec Henry Tibbats Stainton, Heinrich Frey et John William Douglas The Natural History of the Tineina, 13 volumes, 2000 pages (1855)
- Beiträge zur Kenntnis der nordamerikanischen Nachtfalter" (3 parts, Verh. zool. bot. Gesellsch. Wien ,1872 - 73)
- Beiträge zur Lepidopterenfauna der Ober-Albula in Graubünden (Verh. zool. bot. Gesellsch. Wien., 1877)
- Exotische Lepidopteren (Horae soc. ent. Rossica, 1877)